# Kristalizacija
Kristalizacija je oblikovanje trdnih delcev v homogeni fazi: v plinu, v talini ali raztopini. V kemijski tehniki je najpomembnejša operacija kristalizacija iz raztopin. Široka uporaba kristalizacije iz raztopin v industriji temelji na dejstvu, da so kristali navadno čistejši od raztopine, iz katere so nastali, in da so tista oblika snovi, ki je primerna za skladiščenje, transport in uporabo. Pri prenosu snovi iz taline, plinske zmesi ali raztopine želimo pridobiti kristale, ki ustrezajo zahtevnim tržnim standardom, kot so velikost in porazdelitev delcev, belina, trdota, specifična površina, nasipna teža, sestava, vlažnost. 
Pri kristalizaciji iz raztopin nastopa ravnotežje tekoče – trdno. Dosežemo ga, ko postane matična lužnica nasičena. Po Gibbsovem faznem pravilu je število prostostnih stopenj enako 2, vendar je neodvisna spremeljivka le ena, in sicer topnost (y). Vseh spremenljivk je štiri (P, T, y in x =1). Topnost kot funkcijo temperature lahko prikažemo v diagramih s krivuljami, ki so za različne snovi različne. Topnost s temperaturo večinoma narašča, včasih je od temperature skoraj neodvisna ali pa celo pada. Če tvori raztopljena snov s topilom solvate, je topnostna krivulja lomljena in pripada vsak del drugemu solvatu.